# Pyramoos
Pyramoos ist der südlichste Gemeindeteil und eine Gemarkung von St. Wolfgang im oberbayerischen Landkreis Erding.

## Lage
Das Kirchdorf liegt zwischen den Gemeindeteilen St. Wolfgang, Lappach, Jeßling sowie den Gemeinden Isen und Haag.

## Name
Der Name Pyramoos leitet sich vom althochdeutschen Wort für Birkenmoos ab.

## Geschichte
Pyramoos gehörte historisch zur Grafschaft Haag und später zum Landkreis Wasserburg am Inn. Es wurde am 1. April 1971 nach St. Wolfgang eingemeindet und gehört wie diese Gemeinde seit dem 1. Juli 1972 zum Landkreis Erding.
Zu Pyramoos zählten bis 1971 insgesamt 20 Siedlungen, die sich auf einer Fläche von 564 Hektar verteilten: das Kirchdorf Pyramoos, die Weiler Deischl am Thon, Hub, Kalkgrub, Königswinkl und Mühlberg sowie die Einöden Alten, Bramer, Braun, Edenklaus, Erlach, Grünbach, Grundbichl, Hohmannsberg, Holzweg, Kothholz, Schnurren, Stangl, Streichermühle und Weiding.
Die größten Siedlungen sind der ehemalige Gemeindesitz Pyramoos sowie der Weiler Mühlberg. Zum 31. Dezember 2011 hatte Pyramoos 241 Einwohner. 1961 zählte der Ort noch 280 Einwohner (siehe auch die Entwicklung der Einwohnerzahl von St. Wolfgang).

## Kirche St. Agatha
Die Kirche St. Agatha ist ein gotisches Bauwerk aus dem 15. Jahrhundert mit unverändert gebliebener Bausubstanz. Allerdings stand bereits vorher dort eine romanische Kirche, die 1315 als Filiale von Burgrain erwähnt wird. 1825 wurde Pyramoos Filialkirche der Expositur und späteren Pfarrei Oberndorf zugewiesen. Heute gehört es zum Pfarrverband  Haag und nicht – wie der Rest der Gemeinde – zum Pfarrverband St. Wolfgang-Schwindkirchen.
Die Kirche von Pyramoos ist kunsthistorisch auch wegen ihrer Holzskulpturen von Bedeutung. 
Weitere Baudenkmäler siehe in der Liste der Baudenkmäler in Sankt Wolfgang (Oberbayern).

## Verkehr
Pyramoos befindet sich an der Kreisstraße ED 23 und liegt nur jeweils wenige Kilometer von den Bundesstraßen B15 und B12 entfernt. Außerdem verfügte Pyramoos von 1900 bis zur Stilllegung der Teilstrecke Isen-Haag im Jahre 1974 über einen Bahnhof an der Bahnstrecke Thann-Matzbach–Haag. Der Personenverkehr wurde jedoch bereits am 28. September 1968 eingestellt. Die Strecke wurde abgebaut.